# 米切爾維爾 (阿肯色州)
米切爾維爾（英語：Mitchellville）是一個位於美國阿肯色州迪沙縣的城市。

## 地理
米切爾維爾的座標為33°54′19″N 91°29′54″W / 33.90528°N 91.49833°W，而該地的平均海拔高度為49米（即161英尺）。

## 人口
根據2020年美國人口普查的數據，米切爾維爾的面積為0.31平方千米，皆為陸地。當地共有人口293人，而人口密度為每平方千米945人。